# 寺田雅之
寺田 雅之（てらだ まさゆき、1954年5月4日 - ）は、日本の元騎手・調教助手。

## 経歴
京都競馬場の近くにあった京都市立桃山中学校出身で、憧れみたいな気持ちと吉岡八郎の知人の口添えもあり、騎手となった。
1974年3月2日に栗東・大久保正陽厩舎からデビューし、同期の池添兼雄と共に、正陽の実弟である光康の弟弟子となる。
池添以外の同期には、岩元市三・佐々木晶三・西園正都・稲葉的海・出口隆義・池添兼雄・佐野清広・河内洋・秋山忠一・伊藤稔がいた。
3月2日の中京第3競走4歳100万下・オクセミドリ（9頭中9着）で初騎乗を果たすと、10月19日の福島第5競走4歳以上200万下・エリモオーで初勝利を挙げる。11月9日の福島第6競走4歳以上オープンでは父パーソロン、母メジロボサツで大久保末吉厩舎のメジロゲッコウに騎乗してホワイトフォンテンに勝利し、秋の福島では2勝2着2回3着2回をマーク   。
2年目の1975年には夏の北海道シリーズで横山富雄から乗り替わったメジロトヤマとコンビを組み、札幌戦では2勝を挙げ、8月3日の第6競走十勝岳特別では初の特別勝ちを挙げる。後にビクトリアカップで1番人気2着となるエースコスモともコンビを組み、9月27日の阪神第11競走セプテンバーハンデキャップでは前年のシンザン記念馬ナニワライトに勝利。
3年目の1976年には8月8日の札幌で大久保末吉厩舎のメジロ馬に騎乗して 初の1日2勝を挙げ、1977年には4月2日・3日の小倉で初の2日連続勝利を記録するなど、年間でも初の2桁となる12勝をマーク。1977年の日本経済新春杯では1975年の桜花賞3着馬トウフクサカエに騎乗し、タイテエムの全妹で、障害から平地に再転向した同馬を12頭中12番人気ながら4着に健闘させる。
1978年には京都4歳特別で11頭中10番人気のメジロムサシ産駒メジロライデンを3着に導き、1980年には3年ぶりの2桁で自己最多の15勝をマーク。15勝中8勝をマークするなど春の小倉戦で活躍し、スワンステークスでは谷原義明から乗り替わったメジロホークで2着に入る。3月8日には初の1日3勝を挙げ、同日の第9競走筑後川特別では大久保洋吉厩舎で14頭中14番人気のメジロロータスを勝利に導き、単勝と枠連は2万円台の万馬券を演出。同22日と翌23日は2日連続勝利、23日には1日2勝の活躍であった。
1981年は8月の函館で特別戦3勝を挙げるなど8勝をマークするが、1985年は自己最低の1勝に終わる。
1987年1月18日の京都第1競走4歳未勝利をウイークツービートで逃げ切ったのが最後の勝利となり、6月20日の中京第9競走ぶっぽうそう特別で同馬に騎乗して競走中止したのを最後に引退。
引退後は大久保正陽厩舎の調教助手となり、ナリタブライアンを手がけた。

## 騎手成績
| 通算成績 | 1着 | 2着 | 3着 | 4着以下 | 出走回数 | 勝率 | 連対率 |
| -------- | --- | --- | --- | ------- | -------- | ---- | ------ |
| 平地     | 82  | 76  | 103 | 778     | 1039     | .079 | .152   |

### 主な騎乗馬
- エリモジョージ
- ヤマノシラギク